# Sarbice Drugie
Sarbice Drugie (dawn. Sarbice-Rogaczów) – wieś w Polsce położona w województwie świętokrzyskim, w powiecie kieleckim, w gminie Łopuszno.
| SIMC    | Nazwa       | Rodzaj    |
| ------- | ----------- | --------- |
| 0248881 | Górka       | część wsi |
| 0248898 | Od Gaci     | część wsi |
| 0248906 | Od Przegród | część wsi |

W latach 1975–1998 miejscowość administracyjnie należała do województwa kieleckiego.
Wierni Kościoła rzymskokatolickiego należą do parafii Matki Bożej Nieustającej Pomocy w Jóźwikowie.